# Domhof (Guntersblum)

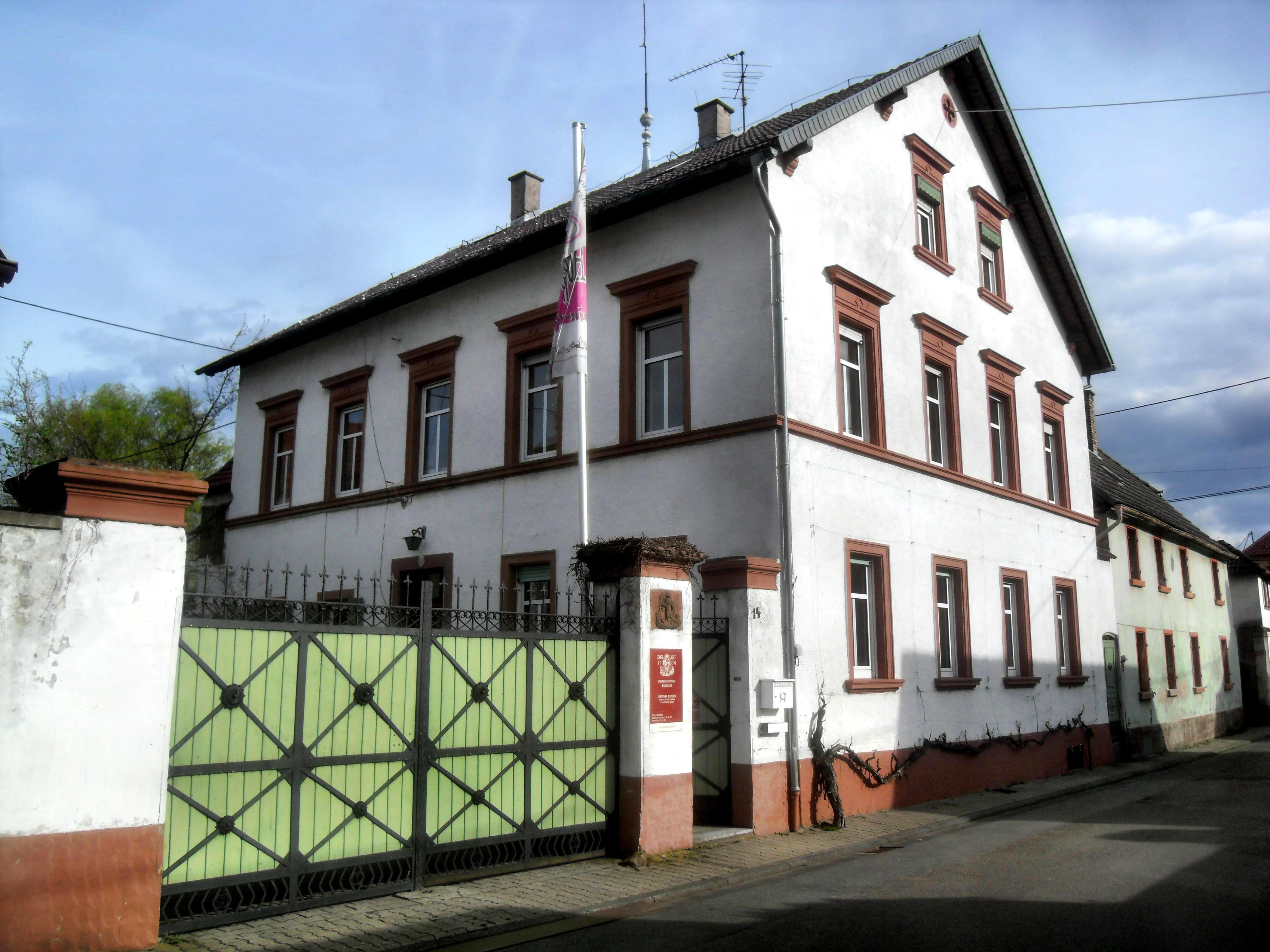
Der Domhof in Guntersblum

Der Domhof im rheinhessischen Guntersblum war ein Zehnthof mit einer bedeutenden Geschichte. Heute befindet sich auf dem Gelände des ehemaligen Domhofs ein gleichnamiges Weingut. Das Anwesen gilt heute als Kulturdenkmal.

## Geschichte
Die Geschichte des Guntersblumer Domhofes geht bis in das Jahr 1632 zurück. Dort wird der Zehnthof in einem Verzeichnis der zinspflichtigen Guntersblumer Güter genannt: „Item 3 alg. giebt ein Ehrwürdig Dhomb Capittell zu Wormbß von ihrem Zehendthzoff daselbsten geforcht naher Wormbß Georg Apstein, naher Oppenheim Wendell Rorman“. Dieses Anwesen war dabei bereits der zweite Zehnthof, nachdem im September 1620 unter anderem das Hofhaus und die Zehntscheuer des ersten Zehnthofes neben dem Kirchhof in der Guntersblumer Kirchgasse abgebrannt waren. Zudem brauchte das Domstift dringend eine neue Scheune für Zehntfrüchte. Im Folgenden bewährte sich das Guntersblumer auch, indem die Gemeindt Zehentscheuer den Dreißigjährigen Krieg überstand. Nach dem Krieg ist nun Friedrich Salomon Dietz von 1690 bis mindestens Herbst 1713 der erste in den Urkunden auffindbare Pächter des Domhofes. Unter ihm wurde auch ab etwa 1705 die über 100 Jahre alte Scheune auf dem Grundstück des Zehnthofes neu gebaut.
Von 1713 bis 1724 war schließlich Caspar Stallmann Pächter des Domhofes. Aufgrund seiner anscheinend schlechten Arbeit verlängerte man aber seinen Vertrag nicht. Nächster Pächter des Anwesens wurde nun ab Februar 1725 Friedrich Herbert, der am Anfang gar 1.000 Gulden Kaution bezahlte. Weiterer Anreiz war für das Domkapitel des Domhofs wohl, dass er noch einmal zu den 30 Malter Getreide extra noch 10 Malter Speltz jährlich bezahlen wollte. Mitte 1727 starb schließlich Herbert und ließ seine Frau Anna Rosina als Witwe zurück. Nach der Trauerzeit heiratete sie etwa ein halbes Jahr später im Januar 1728 Johannes Bach. 1739 stirbt schließlich auch sie. Nun wurden die Leistungen von Bach auf dem Domhof stark kritisiert, so erhielt er auch 1739 eine Anzeige der Gemeinde. Inhalt war dabei, dass er „keine tüchtigen Farr-Ochsen“ halten würde. So kam es in der Folge auch dazu, dass Bach kein Hofmann mehr war. Der nächste Pächter des Domhofs war 1740 nun Johann Adam Damast, der den Hof bis zu seinem Tod 1749 führte.
Im Folgenden wurde Johannes Buscher, der im Januar 1750 Justina Damast heiratete, neuer Pächter des Domhofs. Nach der Erneuerung des Vertrags, der am 22. Februar 1752 abgelaufen war, betrag die Pacht für Buscher nun 15 Malter Speltz, 5 Malter Gerste und 15 Gulden Miete für das Mietshaus auf dem Domhof. 1754 ließen die Wormser Domherren nun ein neues, großes und repräsentatives Domhofhaus auf dem Domhof bauen, das das alte und baufällig gewordene Domhofhaus ersetzen sollte. Weiter baute man dazu ein großes repräsentatives Hoftor. Nachdem schließlich Justina Buscher gestorben war, heiratete Johannes Buscher 1756 Magdalena Linekamp. Mit ihr lebte er im Folgenden noch sieben Jahre bis zu seinem Tod 1763 auf dem Domhof. Kurz darauf heiratete Buschers Witwe schließlich den aus dem Nachbarort Gimbsheim stammenden Ludwig Belzer. Im Folgenden kamen auch über Belzer als Pächter des Domhofs zahlreiche Beschwerden, darunter auch von der Gemeinde Guntersblum. Nach dem anfänglichen Weigern einer Einlenkung in seinem Verhalten als Pächter reagierte Belzer jedoch nicht, bis er schließlich etwa 1765 sein Verhalten änderte.
1783 starb schließlich Belzers Frau. Im Folgenden führte er den Domhof bis 1788 alleine weiter. Nun heiratete er die ungefähr 30 Jahre jüngere Maria Magdalena Gleichauff. Mit ihr zeugte er insgesamt fünf Kinder. Nachdem 1793 in der Folge der Französischen Revolution französische Truppen in Guntersblum einziehen, beschwert sich nun Belzer als einziger bei der Guntersblumer Gemeinde darüber, dass französische Soldaten und Pferde den Domhof beschädigt hätten und er zudem zu viele Truppen im Vergleich zu anderen Hofbesitzern einquartieren musste. Doch nachdem der Ortsvorstand am 1. November 1793 antwortete, dass „die Zahl des liegenden Gutes, der Raum des Wohnhauses und die überigen Vermögensumstände des bequartirten Falleß“ für die Auswahl der einzuquartierenden Truppen war, gab sich Belzer damit immer noch nicht zufrieden. Auch nachdem Belzer Einsicht in die Guntersblumer Einquartierungsliste erhielt und sich herausstellte, dass sogar viele Höfe mit weniger Platz mehr Truppen aufnehmen mussten, gab er sich mit seiner Behandlung immer noch nicht zufrieden.
Kurz darauf ließ er sich im April 1798 unter den französischen Besatzern in Oppenheim zum Adjunkten machen. Einen Monat später, am 19. Mai 1798, starb schließlich Ludwig Belzer. Im Folgenden kämpfte seine Familie weiter vor Gericht für Entschädigungen für die Belastungen und Beschädigungen, die sie während der Einquartierung von Truppen vor mehr als fünf Jahren erlitten haben. Nun wurde außerdem Anfang 1798 linksrheinisch und somit auch in Guntersblum die Französische Republik ausgerufen. Folge war, dass aller Adels- und Kirchenbesitz konfisziert und versteigert wurde. Dies geschah auch im Juli 1798 mit dem Guntersblumer Domhof mit der „Zehntscheuer nebst Haus und allen Gerätschaften“, der nun für drei Jahre versteigert werden sollte. Meistbietende war dabei im Folgenden Frau Belzer. Nachdem jedoch Napoleon Bonaparte 1802 die Ehrenlegion gründete, stattete er die Ehrenlegion mit eroberten Anwesen aus. Dazu gehörte nun auch der Guntersblumer Domhof. Da aber Guntersblum jetzt zu weit entfernt von Frankreich, wurde das Grundstück nun verkauft.

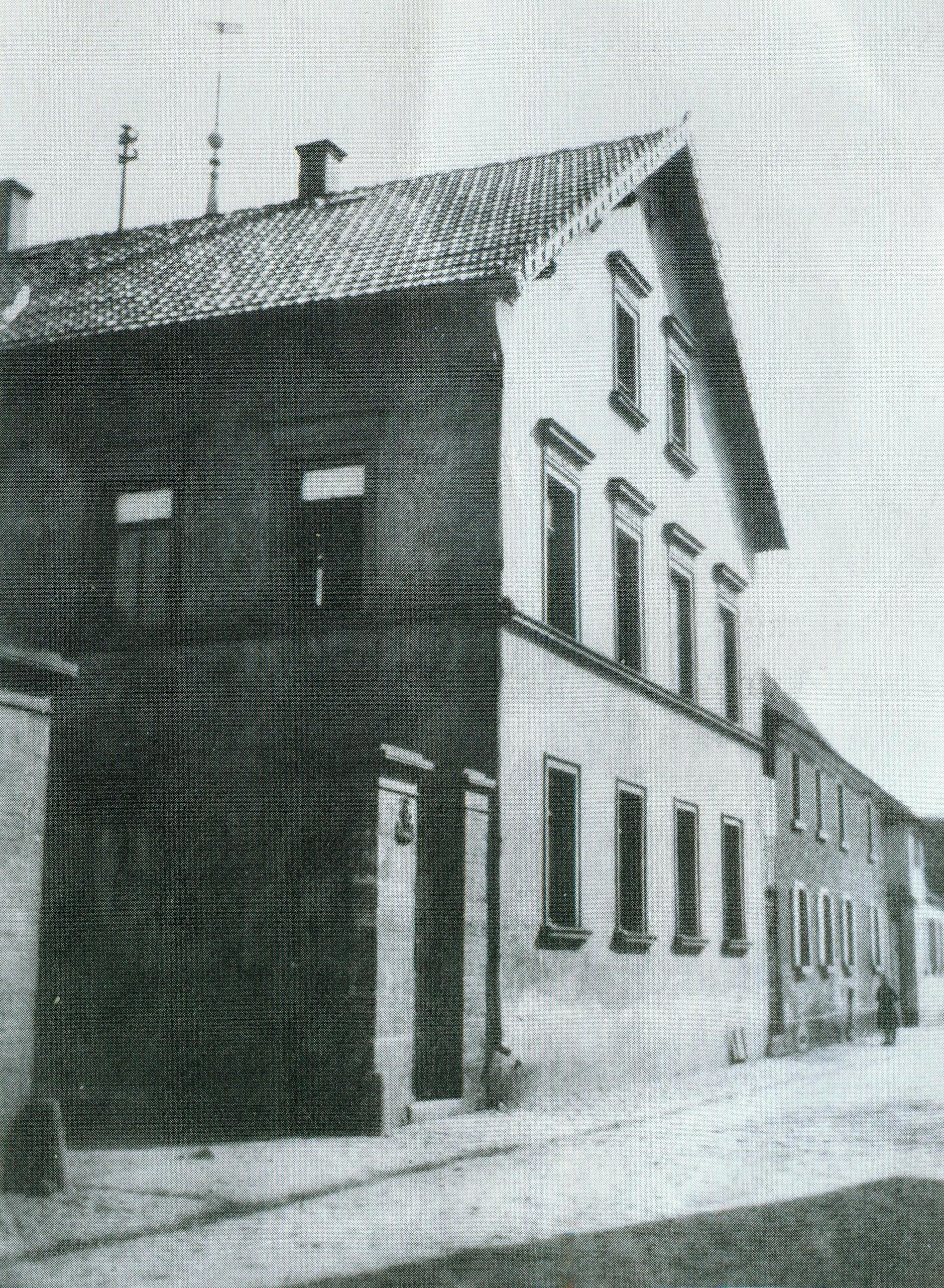
Das umgebaute Wohngebäude auf dem Guntersblumer Domhof 1901

Im Folgenden konnte Frau Belzer und ihr 1799 angeheirateter Ehemann Jacob Schnell aus Dexheim den Domhof weit über dem Schätzpreis mit 1400 Franken für 4300 Franken kaufen. So waren sie und ihr Ehemann ab dem 21. April 1806 offizielle Besitzer des Domhofs. Nachdem jedoch die Familie Schnell immer ärmer wurde, beantragte 1874 die Gläubigerbank die Versteigerung des Domhofs. Nun war Heinrich Schmitt der Meistbietende für den Guntersblumer Domhof und erhielt auch den Zuschlag. 1901 wurde schließlich unter anderem das Domhofhaus umgebaut. Die Nachfahren von Heinrich Schmitt, die Familie Baumann, sind dabei bis in das 21. Jahrhundert die Besitzer des nun als Weingut geführten Domhofs.

## Lage
Der Guntersblumer Domhof befindet sich im Guntersblumer Ortskern. Wenige Meter westlich des Domhofs befindet sich die Guntersblumer katholische Kirche, der Homburger Hof und das Leininger Schloss. Zudem befindet sich nur einige hundert Meter nordwestlich die evangelische Kirche, und nur wenige hundert Meter nördlich befinden sich das zweite Guntersblumer Schloss, das heutige Schlossgut Schmitt, und der ehemalige Deutschherrenhof. Des Weiteren sind der Guntersblumer Kellerweg, der Polysche Hof und der Julianenbrunnen nur wenige hundert Meter in westlicher Richtung entfernt.

## Anlage
Der heutige Domhof ist ausgestattet mit einem Hof, einem Garten, einer Scheune und einigen Gebäuden zur Betreibung des heute gleichnamigen Weinguts. Zudem befinden sich auf dem Grundstück die ehemalige Synagoge Guntersblum, die heute als Weinlagerhaus und Kelterhaus benutzt wird, und ein Wohngebäude für die Grundstücksbesitzer. Der Domhof wird dabei in nördlicher Richtung durch zahlreiche Wohnhäuser unterschiedlicher Besitzerschaft, in östlicher Richtung durch weitere Wohnhäuser und die Guntersblumer Hauptstraße (eine der Hauptstraßen Guntersblums), in südlicher Richtung durch einige andere Wohngebäude und der Guntersblumer Promenade und in westlicher Richtung durch die Bleichstraße, die ehemalige Alsheimer-Straße nach Alsheim, begrenzt.

## Heutige Nutzung
Nachdem 1874 die Familie Schmitt den Domhof kaufte, wurden die Gebäude auf dem Domhof im Folgenden für den Betrieb eines Weingutes verwendet. Im Folgenden blieb der Domhof mit der heutigen Adresse Bleichstraße Nr. 12–14 in Familienbesitz, so dass seit 2004 der Domhof durch Alexander Baumann geleitet wird. Zudem wird die alte Zehntscheune im Hof nun als Lager für Flaschen genutzt.